# Juegos Olímpicos de Grenoble 1968
Los Juegos Olímpicos de Grenoble 1968, oficialmente conocidos como los X Juegos Olímpicos de Invierno, fueron un evento multideportivo internacional, celebrado en Grenoble, Francia, entre el 6 al 18 de febrero de 1968. Estos fueron los primeros Juegos Olímpicos en los que se permitió la participación de la Alemania Federal y la Alemania Democrática como 2 naciones independientes. Compitieron 1158 atletas (947 hombres y 211 mujeres) de 37 países. El deportista más destacado fue el francés Jean-Claude Killy, oro en todas las pruebas de esquí.

## Antecedentes

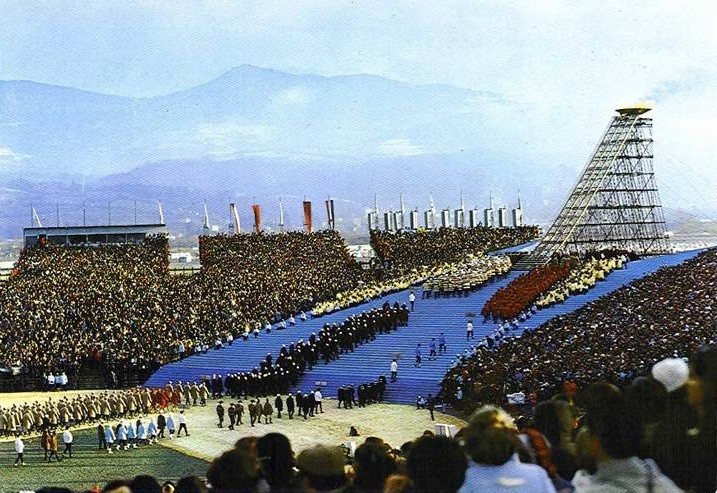
Stade olympique de Grenoble.

La ciudad de Grenoble se tuvo que enfrentar a 5 ciudades por conseguir ser sede de los X Juegos Olímpicos de Invierno, estas ciudades eran Calgary en Canadá, Lahti en Finlandia, Lake Placid en los Estados Unidos, Oslo en Noruega y Sapporo en Japón, las votaciones tuvieron lugar en la 61.ª Sesión del COI el día 28 de enero de 1964 en la ciudad de Innsbruck en Austria.
| X Juegos Olímpicos de Invierno de 1968                                                | X Juegos Olímpicos de Invierno de 1968 | X Juegos Olímpicos de Invierno de 1968 | X Juegos Olímpicos de Invierno de 1968 | X Juegos Olímpicos de Invierno de 1968 |
| ------------------------------------------------------------------------------------- | -------------------------------------- | -------------------------------------- | -------------------------------------- | -------------------------------------- |
| 61.ª Sesión del Comité Olímpico Internacional 28 de enero de 1964, Innsbruck, Austria |                                        |                                        |                                        |                                        |
| Ciudad                                                                                | País                                   | Votación                               | Votación                               | Votación                               |
| Grenoble                                                                              | Francia                                | 15                                     | 18                                     | 27                                     |
| Calgary                                                                               | Canadá                                 | 12                                     | 19                                     | 24                                     |
| Lahti                                                                                 | Finlandia                              | 11                                     | 14                                     | -                                      |
| Sapporo                                                                               | Japón                                  | 6                                      | -                                      | -                                      |
| Lake Placid                                                                           | Estados Unidos                         | 3                                      | -                                      | -                                      |
| Oslo                                                                                  | Noruega                                | 1                                      | -                                      | -                                      |

## Antorcha Olímpica
Del 16 de diciembre de 1967 al 18 de febrero de 1968, 5000 relevistas llevaron la antorcha olímpica en un recorrido de 7222 kilómetros que inició en Grecia (Olimpia - Atenas) y luego siguió la siguiente ruta en Francia:
París - Estrasburgo - Lyon - Burdeos - Toulouse - Marsella - Niza - Chamonix - Grenoble

## Sedes

### Dentro de la ciudad deGrenoble
- Stade Inaugural - Ceremonia de Apertura
- L'Anneau de Vitesse - Patinaje de Velocidad
- Le Stade de Glace - Hockey sobre Hielo, Patinaje artístico y ceremonia de clausura.
- La Patinoire Municipale - Hockey sobre Hielo

### Sedes de Montaña
- Chamrousse - Esquí Alpino Masculino
- Recoin de Chamrousse - Esquí Alpino Femenil
- Autrans - Esquí de Fondo y Biatlón
- Piste de Bobsleigh (en Alpe d'Huez) - Bobsleigh
- Piste de Luge  (en Villard-de-Lans) - Luge
- Tremplin de 70 Mètres - (en Saint-Nizier-du-Moucherotte) - Saltos en esquí
- Tremplin de 90 Mètres - (en Saint-Nizier-du-Moucherotte) - Saltos en esquí

## Deportes
| - Biatlón - Bobsleigh - Combinada nórdica - Esquí alpino - Esquí de fondo |  | - Hockey sobre hielo - Luge - Patinaje artístico - Patinaje de velocidad - Saltos de esquí |

## Países participantes
Alemania Occidental, Alemania Oriental, Argentina, Australia, Austria,  Bulgaria, Canadá, Checoslovaquia, Chile, Corea del Sur, Dinamarca, España, Estados Unidos, Finlandia, Francia, Grecia, Hungría, India, Irán, Islandia, Italia, Japón, Líbano, Liechtenstein, Marruecos, Mongolia, Noruega, Nueva Zelanda, Países Bajos, Polonia, Reino Unido, Rumania, Suecia, Suiza, Turquía, Unión Soviética y Yugoslavia.

## Medallero
| Núm. | País                      | Oro | Plata | Bronce | Total |
| ---- | ------------------------- | --- | ----- | ------ | ----- |
| 1    | Noruega (NOR)             | 6   | 6     | 2      | 14    |
| 2    | Unión Soviética (URS)     | 5   | 5     | 3      | 13    |
| 3    | Francia (FRA)             | 4   | 3     | 2      | 9     |
| 4    | Italia (ITA)              | 4   | 0     | 0      | 4     |
| 5    | Austria (AUT)             | 3   | 4     | 4      | 11    |
| 6    | Países Bajos (NED)        | 3   | 3     | 3      | 9     |
| 7    | Suecia (SWE)              | 3   | 2     | 3      | 8     |
| 8    | Alemania Occidental (FRG) | 2   | 2     | 3      | 7     |
| 9    | Estados Unidos (USA)      | 1   | 5     | 1      | 7     |
| 10   | Alemania Oriental (GDR)   | 1   | 2     | 2      | 5     |
| 11   | Finlandia (FIN)           | 1   | 2     | 2      | 5     |